# Смрт човека на Балкану
„Смрт човека на Балкану“ је српски филм из 2012. године. Режирао га је по сопственом сценарију Мирослав Момчиловић.
Филм је премијерно приказан на Филмском фестивалу Cinema city у Новом Саду у 21. јуна 2012. године, где је освојио 3 награде (Мирослав Момчиловић за најбољу режију и најбољи сценарио, а Емир Хаџихафизбеговић за најбољу мушку улогу), а светску премијеру је имао 29. јуна на Филмском фестивалу у Kарловим Варима.

## Радња
Усамљени композитор (Никола Којо) извршава самоубиство пред веб-камером свог рачунара. Привучени звуком пуцња у стан долазе његове комшије, који проводе време у стану, чекајући да стигну хитна помоћ и полиција. Све време их снима web камера, а да они тога нису ни свесни. Док чекају прекраћују време тако што пију, једу и играју шах. Евоцирају успомене на њега, сажаљевају га, дижу у небеса његову музику, иако све време не могу да се сете његовог имена... Догађаји попримају други тон након што схвате да је камера на рачунару укључена и да их све време снима... Полако откривамо личност покојника, као и једну ширу, сатиричну слику нашег друштва...

## Улоге
| Глумац                | Улога         |
| --------------------- | ------------- |
| Емир Хаџихафизбеговић | Аца           |
| Радослав Миленковић   | Веско         |
| Наташа Нинковић       | Нада          |
| Бојан Жировић         | Гробар        |
| Александар Ђурица     | Форензичар    |
| Љубомир Бандовић      | Полицајац 1   |
| Бранислав Трифуновић  | Полицајац 2   |
| Анита Манчић          | Вера          |
| Милица Михајловић     | Докторка      |
| Милош Самолов         | Разносач пица |
| Никола Којо           | Композитор    |
| Бојан Лазаров         | Болничар      |
| Никола Ђуричко        | Агент         |
| Мирјана Карановић     | Клијент       |
| Зелда Тинска          | Марина        |